# Шоллар (посёлок)
Шоллар (азерб. Şollar, лезг. Шоллар) — посёлок городского типа в Хачмазском районе Азербайджана. Посёлок расположен в 2 км от железнодорожной станции Худат (на линии Сумгаит — Махачкала).
Статус посёлка городского типа с 1935 года.
С начала XX века здесь добывается родниковая шолларская вода, широко известная в Азербайджане и за его пределами.
В 1902 году Бакинская городская дума ассигновала деньги на строительство Баку-Шолларского водопровода (автор и инженер проекта — сэр Вильям Линдлей). Фактические работы по сооружению были начаты в феврале 1904 г. и закончились к концу 1916 г. Первая шолларская вода поступила в Баку 21 января 1917 г.

## Население
| 1959 | 1970 | 1979 | 1989 | 2011 |
| ---- | ---- | ---- | ---- | ---- |
| 210  | 152  | 129  | 162  | 200  |

По данным «Списков населенных мест Российской Империи по Кавказскому краю» от 1870 года, село Шоллар являлся селом, населённым лезгинами.
По переписи 1979 года население Шоллар состояло из лезгин-48,9%, русских и украинцев - 31,3% и азербайджанцев - 18,3%.